# Doriajos
Doriajos lub Dorieus (VI wiek p.n.e.) – syn króla Sparty Anaksandridasa II, brat Kleomenesa I.  
Pod koniec VI wieku p.n.e. wyprawił się na kartagińskie wybrzeże Afryki i założył tam  kolonię Kinyps.  Wyparcie zastępu Doriajosa z okolicy Leptis zajęło Kartagińczykom trzy lata. Po powrocie do Sparty Doriajos ponownie wyruszył na Zachód. Zachęcony pomyślną przepowiednia wyroczni delfickiej jako cel wyprawy obrał Sycylię. W sąsiedztwie góry Eryks Doriajos założył miasto, które nazwał Herakleą, jednak zjednoczone siły Fenicjan i mieszkańców Segesty pokonały Doriajosa, który zginął w bitwie, i zburzyły Herakleę.